# ماریا کاندلاریا
ماریا کاندلاریا (به اسپانیایی: María Candelaria) فیلمی تولید شده در ۱۹۴۴، در سبک درام به کارگردانی امیلیو فرناندز است. از بازیگران آن می‌توان به دولورس دل ریو و پدرو آرمنداریز اشاره کرد. این فیلم در جشنواره فیلم کن نمایش داده شد و برنده نخل طلا شد.